# Sarah Louise Rung
Sarah Louise Rung (née le 8 octobre 1989 à Stavanger) est une nageuse handisport norvégienne.

## Biographie
En 2008, après une opération ratée du dos, elle se retrouve en fauteuil roulant qui lui abîme la colonne vertébrale. Elle fait des études d'ingénieure civile à l'Université de Stavanger. En 2011, elle avoue dans une interview s'entraîner 30 h par semaine.
Rung fait ses débuts dans un grand championnat lors des Championnats du mode en petit bassin à Rio de Janeiro en 2009.
Lors de sa première participation aux Jeux paralympiques à Londres, elle devient championne olympique du 200 m nage libre en 2 min 49 s 74, 24h après remporté l'argent sur le 200 m 4 nages. Elle remporte une seconde médaille d'or au 50 m papillon.
Rung participe aux Championnats du monde handisport à Eindhoven où elle remporte quatre médailles d'or.
En 2016 aux Jeux paralympiques d'été de 2016, elle remporte cinq médailles en tout : l'or en 100 m, l'or au 200 m, l'argent au 50 m papillon, le bronze au 200 m et le bronze en 50 m.
Aux Championnats du monde handisport à Mexico en 2017, elle remporte le 100 m nage libre S5 devant la championne paralympique en titre, Teresa Perales et la médaille d'argent du 50 m papillon derrière la Chinoise Xihan Xu.